# Харито (императрица)
Харито (лат. Charito, IV век, Сирмий — IV век, Константинополь) — супруга императора Римской империи Иовиана. Историки сомневаются, носила ли она титул Августы, поскольку этому нет письменных подтверждений.
Родилась в Сирмии в семье Луциллиана, командующего конницей в провинции Иллирик, и женщины греческого происхождения (имя неизвестно). Её отец был земляком и товарищем Варрониана Старшего, отца будущего императора Иовиана. В 361 году был заключён брак между их детьми — Харито и Иовианом. В следующем году у супругов родился сын Варрониан. У них был ещё один сын, имя которого неизвестно. Харито сопровождала мужа в персидском походе, которой в 363 году совершил император Юлиан. Через некоторое время после смерти последнего (26 июня 363 года) Иовиан был избран императором, однако уже в 364 году Иовиан умер. После этого Харито вела тихую и спокойную жизнь вдовы в Константинополе, где и умерла. Её похоронили в церкви Святых Апостолов в Константинополе.